# Трактовый (Краснодарский край)
Трактовый — хутор в Отрадненском районе Краснодарского края.
Входит в состав Попутненского сельского поселения.

## География
Хутор находится на расстоянии 23 км северо-западу от станицы Отрадная, административного центра района.

## Улицы
На хуторе имеется одна улица — Широкая.

## Население
| 2002 | 2010 |
| ---- | ---- |
| 197  | ↘130 |